# 落橋防止装置

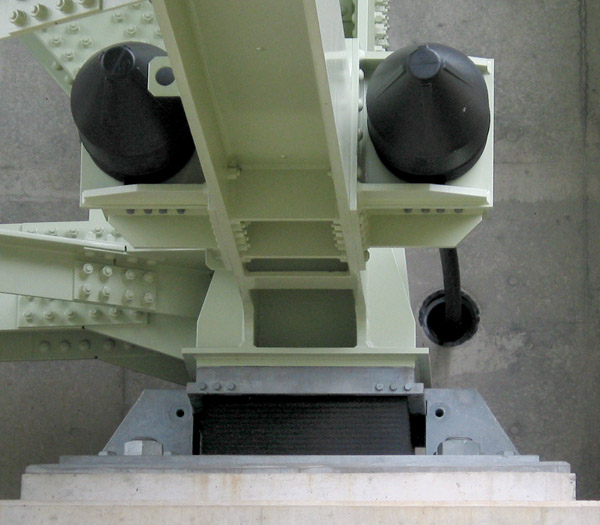
紀勢自動車道の紀勢宮川橋にある落橋防止装置の例

落橋防止装置（らっきょうぼうしそうち）とは橋の落下（落橋）を防ぐために橋に設置される装置である。

## 概要
橋梁の変形により支点が移動するのに備えて可動支承でエネルギーを吸収するように設計しているが、地震などで支点が大きく移動して主桁が落下する。この落下により橋梁本体のみならず周囲の構造物にも被害を与え大きな損害が生じた事例が報告されている。これを防ぐために地震で生じる水平力を全て耐えられる構造にすると不経済となるため、たとえ支承など一部が破損しても落下せず橋梁の大部分が無事であれば被害を小さくすることができる。そのための対策として橋梁の主桁を橋台や橋脚と連結して落橋を防ぐが、この機構を「落橋防止装置」と呼ぶ。

## 構造
落橋防止装置の構造は「橋桁と下部構造を連結するもの」「2連の桁を相互に連結したもの」「桁または下部構造に突起を設けたもの」がある。
1971年（昭和46年）からの初期のタイプは橋桁相互を単純に連結板で繋ぐ「桁間連結装置」が主流であった。その後、PC鋼材やチェーンにより連結したものが主流となる。コンクリート桁に最も多く使用されている落橋防止装置は、横桁と橋台をPC鋼棒で強固に連結し、常時の伸縮はスポンジ状で吸収し、地震時はゴム材の弾性を用いて吸収するものである。

## 沿革

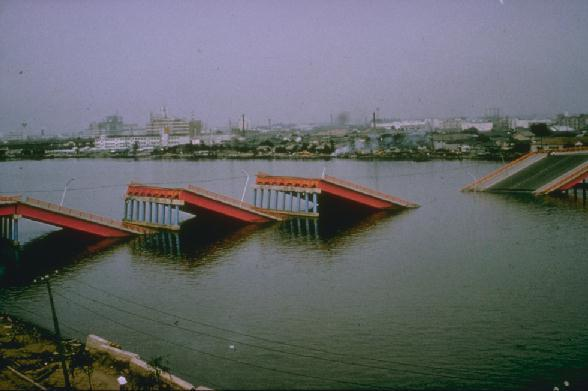
落橋防止装置導入のきっかけとなる昭和大橋（新潟市）の落橋

落橋防止装置の必要性が訴えられるきっかけとなったのは1964年（昭和39年）6月の新潟地震で竣工直後の昭和大橋が落橋したことであった。1971年（昭和46年）に道路橋耐震設計指針・同解説の改訂が行われた際に道路橋に対する落橋防止装置の規定が設けられた。その後の兵庫県南部地震や東北地方太平洋沖地震での橋梁の被害を経て、落橋防止装置は供用期間中に発生する低確率で大きな強度の地震動（レベル2）が作用した場合に桁端部で生じる上下部最大相対変位と地盤ひずみを考慮するようなった。